# Corinto Marchini
Corinto Amedeo Marchini (Melzo, 8 agosto 1947) è un politico italiano.

## Biografia
Di professione progettista d'impiantistica pneumatica, fu da giovane un militante di Autonomia Operaia e in seguito istruttore di karate. Capo storico della "Guardia Nazionale Padana" dette comunemente "camicie verdi" della Lega Nord, venne eletto al Senato durante la XII legislatura, il 25 ottobre 1995 durante una seduta molto tesa prese per il bavero della giacca Vittorio Sgarbi definendolo una "testa vuota", mentre l'altro senatore leghista Erminio Boso gli aveva tirato un calcio.
Il 19 settembre 1996 casa sua viene perquisita da quattro agenti della DIGOS con l'imputazione di attentato alla costituzione, poco dopo incomincerà la perquisizione della DIGOS nella sede della Lega in via Bellerio ordinata dalla Procuratore della Repubblica presso il Tribunale di Verona Guido Papalia, giudicata nel 2004 fuori dalla competenze della procura veronese.
Nel 1997 lascia la Lega per candidarsi con gli Autonomisti per l'Europa di Vito Gnutti, senza tuttavia risultare eletto. In un'intervista del 2006 inclusa nel film Camicie verdi - Bruciare il tricolore afferma che Umberto Bossi non solo gli chiese di bruciare il tricolore nelle manifestazioni pubbliche, ma si spinse fino a chiedergli di tenersi pronto a sparare sui carabinieri e all'interno della Lega qualcuno chiese di eliminare Mario Borghezio.